# Machiel de Graaf
Machiel de Graaf (Scheveningen, 26 juni 1969) is een Nederlands voormalig politicus namens de PVV. Hij was, tot maart 2014, fractievoorzitter in de  gemeenteraad van Den Haag en was lijsttrekker voor zijn partij bij de Eerste Kamerverkiezingen 2011. Van 7 juni 2011 tot 19 september 2012 was hij als fractievoorzitter lid van de Eerste Kamer. Van 20 september 2012 tot 5 december 2023 was De Graaf lid van de Tweede Kamer.

## Loopbaan
Voor zijn politieke carrière was De Graaf onder meer werkzaam als fysiotherapeut en in de farmaceutische industrie. Bij de gemeenteraadsverkiezingen 2010 stond De Graaf op de tweede plaats van de kandidatenlijst van zijn partij in Den Haag, waardoor hij zitting kreeg in de gemeenteraad van Den Haag. In de raadsfractie van de PVV werd hij vicevoorzitter. Voor de Tweede Kamerverkiezingen van juni 2010 werd hij de 41e kandidaat. In januari 2010 werd hij voorzitter van de raadsfractie, doordat voormalig fractievoorzitter Sietse Fritsma de raad verliet. In de gemeenteraad hield De Graaf zich bezig met onder meer islam, integratie, kunst en cultuur, milieu en klimaat. De Graaf was raadslid tot de gemeenteraadsverkiezingen in 2014.
In 2011 nam de PVV voor het eerst deel aan de verkiezingen voor de Eerste Kamer. De Graaf werd daarbij Eerste Kamerlid en tevens fractievoorzitter. In de Eerste Kamer was hij actief op de portefeuilles algemene politiek, islam, immigratie/integratie en Europa.
Sinds november 2010 tot aan zijn Tweede Kamerlidmaatschap was De Graaf beleidsmedewerker van de Tweede Kamerfractie van de PVV.
De Graaf stond op de lijst voor de Tweede Kamerverkiezingen 2012 op de 15de plek. Bij deze verkiezingen verkreeg hij een zetel en werd hij Tweede Kamerlid, zodat hij zijn zetel in de Eerste Kamer moest opgeven. In de Tweede Kamer behandelt hij de portefeuilles integratie en islam, infrastructuur en milieu, klimaat en subsidies. Ook maakte De Graaf tijdens zijn eerste termijn deel uit van de Nederlandse delegatie in het Benelux-parlement. Bij de verkiezingen van 2017 stond De Graaf als elfde kandidaat op de lijst en werd hij herkozen.
Bij de Tweede Kamerverkiezingen van 22 november 2023 was De Graaf niet verkiesbaar. Hij verliet de Tweede Kamer om traumatherapeut te worden.

## Opspraak
De Graaf heeft in de periode 2010 tot september 2012 drie functies gecombineerd, hoewel de werkdruk dat volgens partijgenoten praktisch onmogelijk maakte. Naast het fractievoorzitterschap in de Haagse gemeenteraad en in de Eerste Kamer werkte De Graaf drie dagen in de week als beleidsmedewerker van Tweede Kamerleden. De twee parlementariërs voor wie hij officieel werkte, verklaarden dat hij zelden of nooit beschikbaar was. Zij weigerden daarom in april 2012 in te gaan op een verzoek van het hoofd Personeel van de PVV om De Graafs werk inhoudelijk te beoordelen. Hij bleef desondanks aan als beleidsmedewerker en ontving tot de verkiezingen driemaal salaris.

## Persoonlijk
De Graaf komt uit een vissersfamilie. Hij woont samen en heeft 3 dochters.